# Смит, Чак
Чарльз Уо́рд «Чак» Смит (англ. Charles Ward "Chuck" Smith; 25 июня 1927, Вентура — 3 октября 2013, Ньюпорт-Бич) — основатель протестантской церкви Часовня на Голгофе.
Родился в американском городке Вентура (Калифорния). После окончания библейского колледжа Смит был ординирован пастором пятидесятников. В 1965 году основал свою церковь, которая манифестирует себя поверх различных деноминаций. Летом 1968 года он совершил массовое крещение хиппи в водах Тихого океана. Его церковь насчитывает 10 тыс. прихожан. В 2012 году у пастора обнаружился рак лёгкого.
Пастор Чак Смит являлся главным пастором церкви Часовня на Голгофе г. Коста-Меса, Калифорния, и учил Библии больше шестидесяти лет. Он жил в г. Ньюпорт Бич, Калифорния, со своей женой Кей; у них было четверо взрослых детей, девятнадцать внуков и больше двадцати правнуков.